# Alectoris
Alectoris és un gènere d'ocells de la família dels fasiànids (Phasianidae) i l'ordre dels gal·liformes (Galliformes). És un dels grups d'espècies conegudes genèricament com a perdius. Són aus molt apreciades pels caçadors, que en maten cada any grans quantitats.

## Descripció
Són aus robustes, típicament de color marró clar o gris per sota. La cara és de color blanc o blanquinós, amb la gola fosca. Color vermellós pels flancs i potes roges.

## Distribució geogràfica
Es reparteixen pel sud d'Europa, nord d'Àfrica i Aràbia, i en Àsia per Pakistan fins al Tibet i l'oest de la Xina. Algunes espècies del gènere, particularment la perdiu chukar i la perdiu roja s'han introduït en llocs llunyans, com ara Estats Units, Canadà, Nova Zelanda i Hawaii. En alguns països, com Gran Bretanya, són comuns els híbrids entre les dues espècies introduïdes.

## Comportament
Són aus sedentàries que viuen en zones àrides, sovint pedregoses o escarpades. Fan un niu a terra, escassament folrat, on ponen fins a 20 ous. S'alimenten d'una gran varietat de llavors i escassos insectes.
Quan se les molesta, prefereixen córrer en lloc de volar, però, si cal, alçaran un ràpid i curt vol amb llurs ales arrodonides.

## Llistat d'espècies
Se n'han descrit 7 espècies:
- Perdiu chukar (Alectoris chukar).
- Perdiu nord-africana (Alectoris barbara).
- Perdiu de corona negra (Alectoris melanocephala).
- Perdiu de Przewalski (Alectoris magna).
- Perdiu caranegra (Alectoris philbyi).
- Perdiu de roca (Alectoris graeca).
- Perdiu roja (Alectoris rufa).